# Santiago (Armamar)
Santiago – parafia (freguesia)  w gminie Armamar, w Portugalii. Według danych na rok 2011 parafię zamieszkiwało 139 osób, a gęstość zaludnienia wyniosła 37 os./km².

## Klimat
Średnia temperatura wynosi 13 °C. Najcieplejszym miesiącem jest sierpień (24 °C), a najzimniejszym styczeń (4 °C). Średnia suma opadów wynosi 1152 milimetrów rocznie. Najbardziej wilgotnym miesiącem jest styczeń (168 milimetrów opadów), a najbardziej suchym jest sierpień (9 milimetrów opadów).